# Musée d'Art de Chichū
Le musée d'art de Chichū (地中美術館, Chichū Bijutsukan) (littéralement « musée d'art dans la Terre ») est un musée construit au sud de l'île de Naoshima dans la préfecture de Kagawa au Japon. Conçu par l'architecte japonais Tadao Andō, il ouvre ses portes au public le 18 juillet 2004.

## Contexte
Le musée souterrain est sous l'administration de la Naoshima Fukutake Art Museum Foundation, projet de la société Benesse dont le président, Soichiro Fukutake (en), est également directeur de l'établissement. Il a été fondé dans le cadre d'une initiative toujours en cours visant à « repenser la relation entre la nature et les gens » et fait partie des sites consacrés à l'art destinés à susciter l'intérêt touristique pour la région.
En dépit de sa position enterrée, la conception du bâtiment est telle qu'elle facilite l'usage exclusif de la lumière naturelle pour éclairer un certain nombre d'installations, pour changer leur apparence à différentes heures d'observation tout au long de la journée et, en substance, englobe le bâtiment lui-même au sein de la même ambiance que celle des œuvres exposées.

## Histoire

### Naoshima avant le musée
Au début des années 1990, le président de la maison d’édition Benesse, Soichiro Fukutake, décide de mettre en branle plusieurs projets associant art, architecture et nature, dans le but de régénérer la région de Naoshima.
À cette époque, le nord de l’Île était principalement consacré à l’industrie où s’était établie une importante raffinerie de cuivre datant de la fin du XIXe siècle. Fukutake, originaire d’Okayama sur la rive nord de la mer intérieure de Seto, décide de faire du sud de l’île un abri pour l’art en s'associant à l’architecte Tadao Andō.
En 1992, la première initiative du mécène fut de faire construire par Tadao Andō la maison Benesse. À la fois hôtel et musée, ce premier projet abritera plusieurs expositions de la collection personnelle de Soichiro Fukutake.
Au milieu des années 1990, plusieurs installations d’art furent ajoutées près du complexe. De plus, la maison ovale, construite en amont du musée et accessible par funiculaire, fut ajoutée avec une annexe de six chambres au complexe hôtelier.
En 1998, des maisons d’art furent établies sur des sites d’habitations et de temples ayant plus de 100 ans d'existence. Ce projet artistique marqua une première collaboration entre Tadao Andō, Soichiro Fukutake et les artistes Walter De Maria et James Turrell.

### Les origines de Chichu
En 1999, Soichiro Fukutake se rend au musée des beaux-arts de Boston pour l’exposition « Monet au vingtième siècle ». Il y voit une œuvre de la série des Nymphéas d’une dimension de deux par six mètres qu’il finit par acheter, et termine sa collection avec cinq œuvres de l’artiste.
À ce moment, il a le désir de collaborer de nouveau avec De Maria et Turrell et se doit de trouver un endroit pour exposer ses Nymphéas. Ensemble, ils décident de créer un lieu consacré à l’art et initient l'élaboration du projet de Chichū avec Tadao Andō comme architecte.

### La construction
La construction se déroula sur près de deux ans sous la direction de Ikumi Toyota. L’équipe décida de l’emplacement sur une parcelle de 9 900 m2 en amont d’une colline à proximité de la maison Benesse.

## Architecture
Pensé et dessiné par l’architecte Tadao Andō, le musée se veut en relation directe avec la lumière et la nature. L’architecte repense le modèle du cube blanc flexible et universel, très commun dans les musées modernes, en proposant des espaces uniques, fixes et adaptés à chaque exposant. Vu du ciel, le site du musée révèle plusieurs formes géométriques dissimulées sous terre dont seulement une petite partie est visible depuis la surface. Ces formes sont connectées entre elles par des corridors, créant un parcours souterrain et proposant une alternance entre espaces sombres fermés et espaces lumineux ouverts.
Trois salles sont pensées exclusivement pour les expositions permanentes de Claude Monet, Walter De Maria et James Turrell.
L’espace carré consacré à Monet est éclairé uniquement par une lumière zénithale indirecte où cinq de ses Nymphéas sont disposés symétriquement sur des murs en plâtre blanc sablé. Le sol est couvert d’une mosaïque de marbre blanc de Carrare et des panneaux transparents protègent les œuvres contre l’air salin.
La salle consacrée à De Maria est la plus grande où un escalier à deux niveaux occupe toute la superficie. Son installation consiste en une sphère de près de deux mètres de diamètre, située au centre de la pièce, et plusieurs sculptures prismatiques posées sur des autels le long des murs. L’éclairage, se faisant par une lumière naturelle directe, est changeant tout au long de la journée et permet une expérience différente d’une heure à l’autre.
Enfin, l’installation de Turrell consiste en un jeu de lumière artificielle et naturelle dont l’œuvre « Open Sky » permet de contempler le ciel cadré par une ouverture au plafond.
En plus des salles d’exposition, le parcours du musée est ponctué de trois espaces ouverts, dont un corridor en béton et deux cours intérieures. La première est une cour de forme triangulaire où le sol est couvert de pierres grossièrement concassées, tandis que la deuxième est de forme carrée et couverte de roseaux.

## Œuvres exposées
Le musée présente des installations permanentes de Walter De Maria et James Turrell, ainsi que six tableaux de la série Les Nymphéas de Claude Monet.

### Walter De Maria
- Time/Timeless/No Time, 2004 - granit, acajou, feuille d'or, béton

### Claude Monet

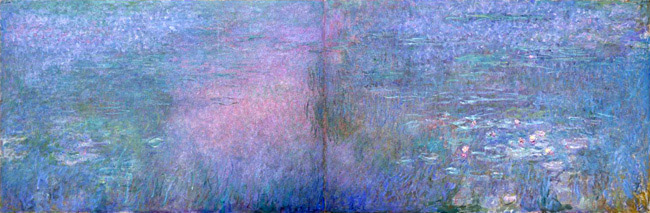
L'étang de Nymphéas de Claude Monet c.1915-1926

- Les Nymphéas, 1914-17 - huile sur toile, 200×200 cm
- Les Nymphéas, Réflexions sur saules, 1916-19 - huile sur toile, 100×200 cm
- Étang des nymphéas, 1917-19 - huile sur toile, 100×200 cm
- Étang des nymphéas, c.1915-1926 - huile sur toile, diptyque, chaque partie : 200×300 cm

### James Turrell
- Afrum, Pale Blue, 1968 - projecteur
- Open Field, 2000 - lumière fluorescente, tube de néon
- Open Sky, 2004 - LED, lampe xénon

## Le café du musée
Le café du musée se trouve diamétralement opposé à l’entrée de l’établissement et fait face à la mer intérieure de Seto. Sa grande baie vitrée permet un regard panoramique contrastant avec l’aspect souterrain du musée.
Les chaises et tables de bois ont été conçues par l’Architecte Tadao Andō.

## Jardin de Chichū

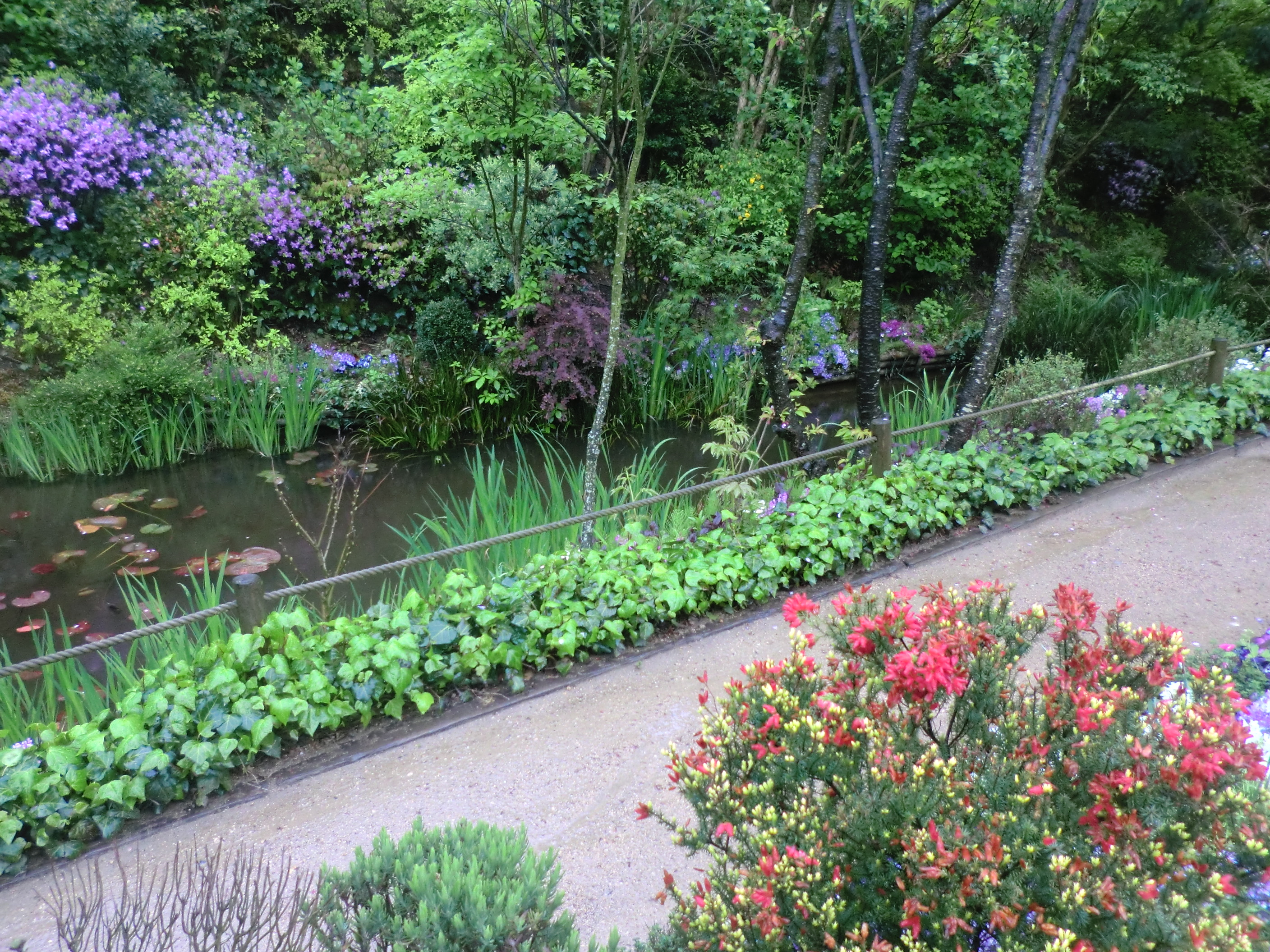
Le jardin inspiré de celui de Claude Monet à Giverny

Situé entre l'entrée et le bâtiment principal du musée, le jardin de Chichū est un espace d'environ 400 m2 qui comporte environ 150 espèces de plantes et 40 espèces d'arbres qui apparaissent dans les œuvres de Monet ou ont été recueillies par l'artiste au cours de sa vie. Comme Monet était un jardinier passionné, ses propres créations ainsi que l'inspiration glanée directement à partir de certains de ses tableaux les plus célèbres sont utilisées pour concevoir le jardin et les étangs qui composent le jardin qui présente même certains des mêmes nénuphars qui apparaissent dans sa fameuse série.
La raison d'être du jardin de Chichū est de permettre d'approfondir la compréhension et l'appréciation de l'œuvre de Claude Monet grâce à l'expérience physique.